# Lika Kavzharadze
Lika Kavzharadze (en georgiano, ლიკა ქავჟარაძე), Tiflis, 26 de octubre de 1959 – Tiflis, 11 de octubre de 2017) fue una actriz georgiana, conocida sobre todo por su papel de 1976 en la película El árbol de los sueños (Natvris je) de Tenguiz Abuladze.
Kavzharadze empezó tocando el piano en el Conservatorio Estatal de Tiflis, con el que se graduó en 1973. En 1972, fue invitada a actuar en el Kartuli Pilmi y empezó a tener papeles cada vez más importantes hasta llegar al papel de Marita en la laureada El árbol de los sueños.
Kavzharadze fue encontrada muerta en su apartamento en Tbilisi. Tenía 57 años. La policía apuntó desde el principio a la teoría del suicidio.

## Filmografía seleccionada
- Rotsa akvavda nushi (1972)
- Shadrevani (TV Short) (1972)
- Mshvenieri kostiumi (1973)
- Kavkasiuri romansi (1975)
- El árbol de los sueños (Natvris je) (1976)
- Pepela (1977)
- Satadarigo borbali (1977)
- Iveria, da sikvaruli (1978)
- Dyuma na Kavkaze (1980)
- Shekhvedramde, megobaro...(1980)
- Dmitry II  (1982)
- Tsisperi mtebi anu daujerebeli ambavi (1983)
- Ojakhi (1985)
- Argonavtebi (1986)
- Dakarguli saganzuris sadzebnelad (1987)
- Chidaobas ra unda (1988)
- Tskhovreba Don Kikhotisa da Sancho Panchosi
- Shemsrulebeli 977 (1989)
- Spirali (1990)
- Udzinarta mze (1992)
- Oqros oboba (1992)
- Mkholod ertkhel (1994)
- Chakluli suli (1994)
- Die kaukasische Nacht (1998)
- ''ABANDONED DON JUAN''„მიტოვებული დონჟუანი“  [ 2000 ]
- ''TRILOGY''„ტრილოგია“  [ 2009 ]
- Movie Lyrics: ''Medusa Gorgonas''„მედუზა გორგონა“    [2012] http://geocinema.ge//ka/movies/7331
- ''MUSUES FOR PAINTERS ''„მხატვრის მუზები“ [ 2014 ]